# 江村修平
江村　修平（えむら しゅうへい、1988年2月23日 - ）は、日本の俳優。元ルート所属、2020年現在フリーで活動。

## 来歴・人物
北海道恵庭市出身。身長165cm。血液型O型。立命館慶祥高等学校、立命館大学産業社会学部卒業。
高校時代の同級生に古谷有美（TBSテレビ）、八木菜摘（札幌テレビ放送）の女性アナウンサー2名がいる。

## 出演

### テレビドラマ
- BS時代劇「雲霧仁左衛門」（NHK BSプレミアム）
- 土曜ドラマ「夫婦善哉」(NHK)
- ドラマスペシャル「だましゑ歌麿III」（テレビ朝日）
- 鬼平犯科帳スペシャル 見張りの糸（フジテレビ）
- 連続テレビ小説 カーネーション（2011年10月-、NHK）
- 連続テレビ小説 純と愛（2012年10月-、NHK）
- BS時代劇「妻は、くノ一」（NHK BSプレミアム）
- 歴史秘話ヒストリア 「坂本龍馬 暗殺の瞬間に迫る 〜最新研究から描く幕末ミステリー〜」（NHK)
- 歴史秘話ヒストリア 「新撰組最強ヒーロー！斎藤一 〜会津藩・松平容保との絆〜」（NHK)
- BS時代劇「猿飛三世」(NHK BSプレミアム)
- 山村美紗サスペンス「推理作家・池加代子② 殺しの文学賞」（フジテレビ）
- 新春大型時代劇「鬼平犯科帳スペシャル 泥鰌の和助始末」（フジテレビ）
- スペシャルドラマ「必殺仕事人2013」（朝日放送）
- 歴史秘話ヒストリア「高杉晋作“愛され・やんちゃ”革命！〜時代を変えた男の魅力〜」(NHK)
- テレビ東京開局50周年特別企画 新春ワイド時代劇「影武者徳川家康」（2014年1月、テレビ東京）

### 舞台
- 劇団赤鬼2011年公演『コズミック・ラテ』（ABCホール）
- 藤山直美・坂東薪車共演『華の道頓堀』（松竹座）
- 納涼喜劇特別公演『恋のきつねうどん　藤山直美宙乗り相勤め申し候』（南座） - 久松 役
- 平成23年度 松竹特別公演 松竹喜劇まつり『大阪ぎらい物語』『お祭り提灯』（全国巡業）
- 年忘れ喜劇特別公演『銀のかんざし』（新橋演舞場） - 加瀬 役・大松組 河村 役
- 劇的集団まわりみち'39第3歩目公演『ジョン・レノンともう一度』 - ポール・マッカトニー役 (主演)
- 歌舞伎鑑賞教室『俊　寛』（巡業公演）
- システィーナ歌舞伎『主天童子』（大塚国際美術館）
- 二月花形歌舞伎　『GOEMON 石川五右衛門』(松竹座)
- 第六回 永楽館歌舞伎 『伽羅紗』
- 九曜社プロデュースアクション公演『傀儡大戦』（大阪市立芸術創造館）[1]
- 劇団赤鬼特別公演『ミナトマチ・キネマ・パラダイス』（神戸国際会館）[2]

### 映画
- 晴れのち晴れ、ときどき晴れ（2013年11月公開）
- 利休にたずねよ（2013年12月公開）
- 明日へ 戦争は罪悪である（2017年公開）
- 引っ越し大名!（2019年公開）
- 侍タイムスリッパー（2024年8月公開）[3]